# تاکنس
تاکنس (به عربی: تاکنس) یک منطقهٔ مسکونی در لیبی است که در برقه واقع شده‌است. تاکنس ۷٬۰۳۸ نفر جمعیت دارد.